# Wiffleball

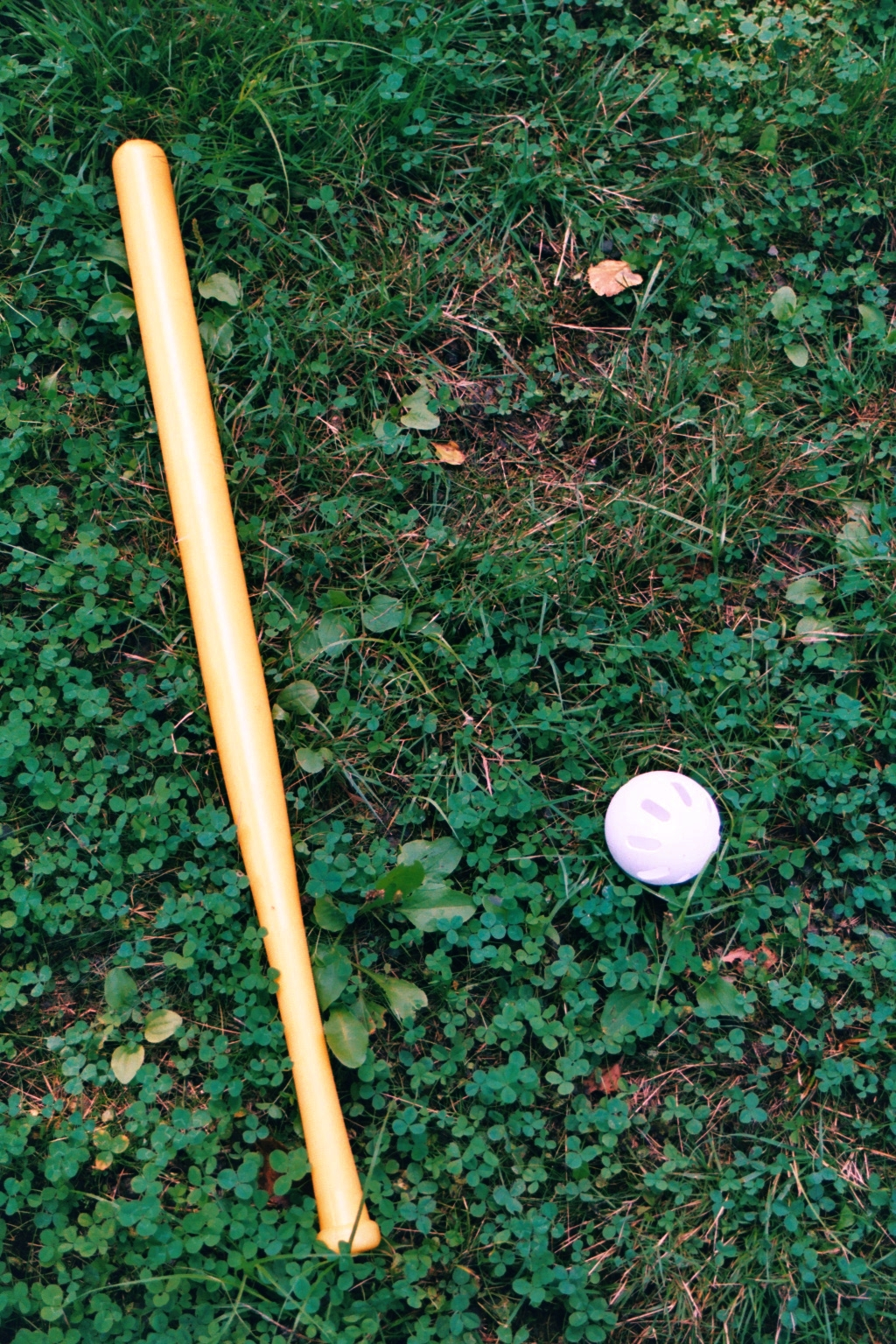
Schläger und Ball

Wiffleball oder Whiffleball ist eine Variante von Baseball, die mit einem leichten Spezialball und -schläger gespielt wird und daher weniger Platz und weniger Feldspieler benötigt und besonders für Kinder oder ungeübte Spieler geeignet ist. Inzwischen gibt es auch Wettkampf-Spielarten und organisierte Turniere.

## Geschichte
Der für das Spiel verwendete Ball ist eine Erfindung aus dem Jahre 1953 von David N. Mullany aus Fairfield (Connecticut), der seinem 12-jährigen Sohn die Möglichkeit geben wollte, Bälle mit Effet zu werfen. Der Ball ist so groß wie ein Baseball, besteht aber aus circa 3 mm dickem Kunststoff und ist hohl. Eine Halbkugel (Hemisphäre) hat acht rechteckige Löcher; durch diese Konstruktion hat der Werfer eine große Auswahl an möglichen Flugbahnen.
Der Wiffle-Ball war die Grundlage für den beim Unihockey verwendeten Ball.
Auch der Schläger besteht aus Hartplastik und ist hohl. Er ist in der Regel 32 Zoll (ca. 813 mm) lang, bei einem Durchmesser von etwa 1¼ Zoll (ca. 32 mm).
Das Spiel verdankt seinen Namen der Tatsache, dass Mullanys Sohn und seine Freunde einen Strikeout als „whiff“ bezeichneten.
In den 1960er und 70er Jahren wurde das Spiel in den USA als Spielplatz-, Hinterhof- und Picknickspiel populär; seit 1980 auch in organisierter Wettkampfform, mit Turnieren und eigenen Ligen. Auch außerhalb der USA fand das Spiel Verbreitung, so fand zum Beispiel ein Turnier am 16. August 2010 in Berlin statt. Es gibt derzeit keine vereinheitlichten Regeln.
Da der Ball nicht weit geschlagen werden kann, genügen pro Mannschaft etwa zwei Feldspieler. Eine weitere Vereinfachung gegenüber dem Baseball besteht darin, die Strike Zone durch einen festen Rahmen festzulegen, so dass dafür kein Schiedsrichter mehr benötigt wird.